# Mswati III
Makhosetive Dlamini, que regna amb el nom de Mswati III (Manzini, Swazilàndia, 19 d'abril de 1968), és el rei d'Eswatini. El 1986, va succeir el seu pare Sobhuza II.
Mswati III és conegut per la seva pràctica de la poligínia, ja que se li coneixen almenys dues esposes oficials. Les seves polítiques i el seu estil de vida opulent li han valgut alguns moviments populars de protesta.